# 爱奥利亚希腊语
伊奧利亞希臘語，又稱萊斯博斯希臘語，是古希臘語方言之一，傳統使用範圍包括位於希臘半島中部的波也奥西亚、色萨利、位於小亞細亞西北的伊奧利亞以及其近鄰島嶼萊斯博斯島。該方言主要以其抒情詩傳統著稱，著名使用者包括來自萊斯博斯島的萨福和阿尔卡埃乌斯。萨福作品中的伊奧利亞方言诗歌主要使用了4种韵律，称为伊欧里斯体：格里坎体（伊欧里斯体的最基本形式）、十一音节体、萨福体和阿尔卡埃乌斯体。
与其他古希腊语方言（南亚该亚、阿提卡、爱奥尼亚、多利亚方言）相比，伊欧里斯希腊语有许多“存古”的地方，也有许多创新。
在柏拉图的《普罗泰戈拉篇》中，普罗狄克斯将庇塔库斯所使的伊欧里斯方言称为“蛮族话”（barbaros），因为它和基于阿提卡方言的书面语有别：“他从莱斯博斯来，说着野人的方言长大，不能正确分辨词语。”

## 音系

### 辅音

#### 唇化软腭音
原始印欧语和原始希腊语的*kʷ在伊欧里斯希腊语中变为p；在阿提卡、爱奥尼亚、南亚该亚、多利亚方言中，在前元音前会变为t。
- PIE *kʷetwores → 莱斯博斯písures；皮奥夏péttares ~ 阿提卡téttares，爱奥尼亚tésseres，多利亚tétores“4”

类似地，PIE/PGk*gʷ也变为b，PIE *gʷʰ > PGk *kʰʷ也变为ph，在其他方言中依后接后/前元音变为b/d、ph/th。
这与原始凯尔特语和奥斯坎-翁布里亚语支中唇化软腭音的演变相同。

#### 复响音
在伊欧里斯希腊语莱斯博斯、色萨利方言中，带h（来自 原始印欧语*s）的原始希腊语复辅音，接响音（r、l、n、m、w、y）时因语音同化变为双响音（rr、ll、nn、mm、ww、yy）。在阿提卡、爱奥尼亚、多利亚和皮奥夏方言中，h则被同化为复辅音前的元音，导致元音补偿延长。
PIE VsR/VRs → 阿提卡-爱奥尼亚-多利亚-皮奥夏 VVR
PIE VsR/VRs → 莱斯博斯-色萨利VRR
- PIE *h₁ésmi → 原始希腊语'*ehmi → 莱斯博斯-色萨利 emmi ~ 阿提卡-爱奥尼亚 ēmi（=）“我是”

#### h的消失
莱斯博斯方言来自原始印欧语s-/y-的h-消失。爱奥尼亚方言有时保留，阿提卡方言始终保留。
- PIE *sh₂wél(i)yos → 原始希腊语*hāwélios → 莱斯博斯 āélios；爱奥尼亚ēélios ~ 阿提卡 hēlios“日”

#### w的保留
色萨利和皮奥夏方言以及多利亚希腊语中，原始印欧语半元音w在词首保留。
- PIE wekʷ-es- → 皮奥夏、多利亚wépos ~ 阿提卡-爱奥尼亚épos“词、史诗（比较拉丁语vōx “声音”）

### 元音

#### 长a
伊欧里斯和多利亚希腊语中，原始希腊语长ā不变；阿提卡希腊语的长ā大多数时候高化为长ē；爱奥尼亚希腊语
- PIE *meh₂ter- → 伊欧里斯、多利亚mātēr ~ 阿提卡、爱奥尼亚mētēr“母”

#### 补偿性延长
莱斯博斯方言a、e、o的补偿性延长产生了ai、ei、oi（阿提卡方言中是ā、ei、ou），如a、o词干名词的宾格复数或许多三类动词复数的变形。

#### 皮奥夏方言
皮奥夏方言中，元音系统在很多情况下都发生了与现代希腊语相近的变化。
- 阿提卡-爱奥尼亚  /ai/ ~ 皮奥夏  /eː/ ~ 现代希腊语  /e/
- 阿提卡-爱奥尼亚  /eː/ ~ 皮奥夏  /iː/ ~ 现代希腊语  /i/
- 阿提卡-爱奥尼亚  /oi/ ~ 皮奥夏  /yː/ ~ 中古希腊语与古雅典方言 /yː/ ~ 现代希腊语  /i/

### 重音
莱斯博斯方言中，所有词的高低重音都是隐性的（barytonesis），这种情况仅见于其他方言的动词。
- 阿提卡-爱奥尼亚potamós ~ 莱斯博斯pótamos“河”

## 词法
阿提卡、爱奥尼亚希腊语中属于元音词干的紧元音和元音词干动词，在伊欧里斯希腊语中则不是词干（-mi）。
- 爱奥尼亚philéō；阿提卡philô ~ 伊欧里斯phílēmi“我爱”

伊欧里斯希腊语非元音词干不定主动态以-men或（莱斯博斯）-menai 结尾~ 阿提卡-爱奥尼亚作-enai。
- 莱斯博斯émmen, émmenai；色萨利、皮奥夏eîmen ~ 阿提卡-爱奥尼亚eînai“是”

莱斯博斯方言中，这个词尾也类推到了元音词干连词中，阿提卡-爱奥尼亚作-ein。所有3种伊欧里斯希腊语词尾都见于荷马史诗。
- 荷马希腊语 agémen

原始希腊语-ans、-ons → -ais、-ois（第一变格和第二变格宾格复数）~ 阿提卡-爱奥尼亚-ās、-ōs（-ους）。
与格复数-aisi、-oisi ~ 阿提卡-爱奥尼亚-ais、-ois.
助词可见-ois、-ais对应阿提卡方言-ōs（-ους）、-ās。

## 阅读更多
- Bakker, Egbert J., ed. 2010. A companion to the Ancient Greek language. Oxford: Wiley-Blackwell.
- Bowie, Angus M. 1981. The poetic dialect of Sappho and Alcaeus. New York: Arno.
- Christidis, Anastasios-Phoivos, ed. 2007. A history of Ancient Greek: From the beginnings to Late Antiquity. Cambridge, UK: Cambridge University Press.
- Colvin, Stephen C. 2007. A historical Greek reader: Mycenaean to the koiné. Oxford: Oxford University Press.
- Horrocks, Geoffrey. 2010. Greek: A history of the language and its speakers. 2nd ed. Oxford: Wiley-Blackwell.
- Page, Denis L. 1953. Corinna. London: Society for the Promotion of Hellenic Studies.
- Palmer, Leonard R. 1980. The Greek language. London: Faber & Faber.
- West, Martin L. 1990. "Dating Corinna." Classical Quarterly 40 (2): 553–57.